# Lienhard Delekat
Lienhard Delekat (* 9. Januar 1928 in Berlin; † 14. Juni 2004) war ein deutscher Theologe. Er war Professor der evangelischen Theologie für den Fachbereich Altes Testament in Bonn und ist besonders als Aramaist hervorgetreten.

## Leben
Lienhard Delekat war der Sohn des Theologieprofessors Friedrich Delekat. Er wurde 1956 in Heidelberg mit einer rechtsgeschichtlichen Arbeit über „Katoche, Hierodulie und Adoptionsfreilassung“ promoviert. Die Habilitation erfolgte 1964 an der Evangelisch-Theologischen Fakultät der Universität Bonn über „Asylie und Schutzorakel am Zionheiligtum. Eine Untersuchung zu den privaten Feindpsalmen“. Daraufhin erhielt er die Venia Legendi für das Alte Testament. 1965 wurde er zum Dozenten und 1969 zum außerplanmäßigen Professor der Bonner Fakultät ernannt. 1970 erfolgte seine Berufung zum Universitätsprofessor für Altes Testament. 1993 wurde er emeritiert. Am 14. Juni 2004 ist er im Alter von 76 Jahren verstorben.

## Bedeutung
In den 1950er Jahren ist Lienhard Delekat als Aramaist durch Studien zur Peschitta und zu den christlich-palästinisch-aramäischen (syropalästinischen) Bibelübersetzungen hervorgetreten. Seine Exegese der Psalmen galt als Markstein der Forschung.
In seiner Arbeit über das Problem der „Phönizier in Amerika“ 1969, die sich mit der kanaanäischen (altsidonischen) Herkunft der 1873 bekannt gewordenen Inschrift von Parahyba beschäftigte, vertrat er die These einer möglichen Echtheit der Inschrift.
1979 machte er einen Vorschlag zur Entzifferung des Diskos von Phaistos. In den letzten Jahren beschäftigte er sich mit der Entzifferung der althebräischen Metrik und der frühisraelitischen Religionsgeschichte.

## Werke
- Phönizier in Amerika. Die Echtheit der 1873 bekanntgewordenen kanaanäischen (altsidonischen) Inschrift aus Paraiba in Brasilien ISBN 3-7756-1031-6
- Frühisraelitische Religionsgeschichte: Die Entstehung des Monotheismus ISBN 3-928312-17-0
- Asylie und Schutzorakel am Zionheiligtum Brill (1967)